# Ostrówiec (województwo wielkopolskie)
Ostrówiec – wieś w Polsce położona w województwie wielkopolskim, w powiecie kępińskim, w gminie Kępno.
W latach 1975–1998 miejscowość położona była w województwie kaliskim.
Leży około 7 km na północ od Kępna i liczy ok. 0,6 tysiąca mieszkańców.